# Uljanik

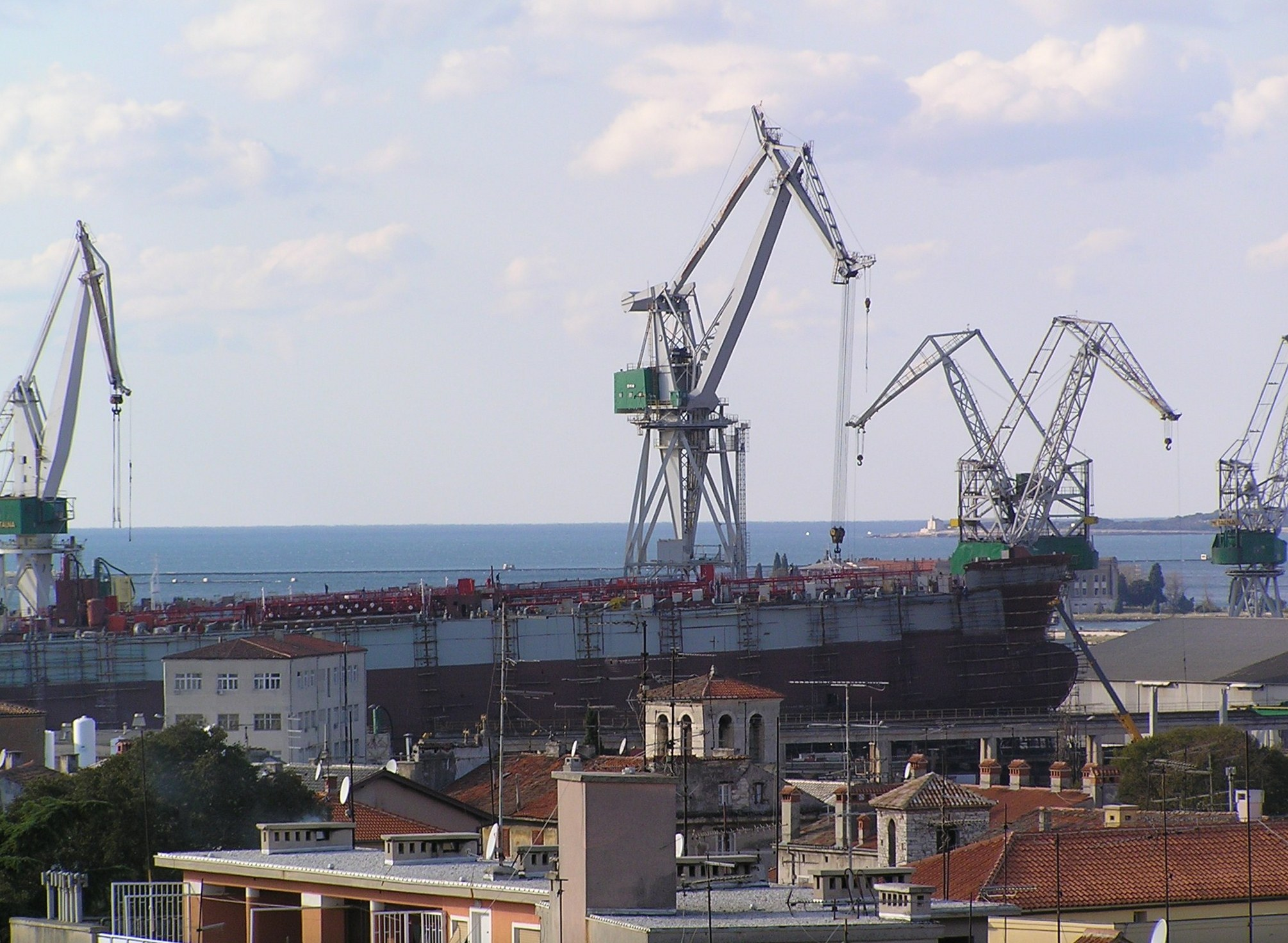
Uljanik.

Uljanik är ett skeppbyggarföretag och ett skeppsvarv i Pula i Kroatien. Uljanik grundades 1856 och är idag med sina cirka 14 000 anställda Pulas i särklass största arbetsplats.